# Hallské svátosti

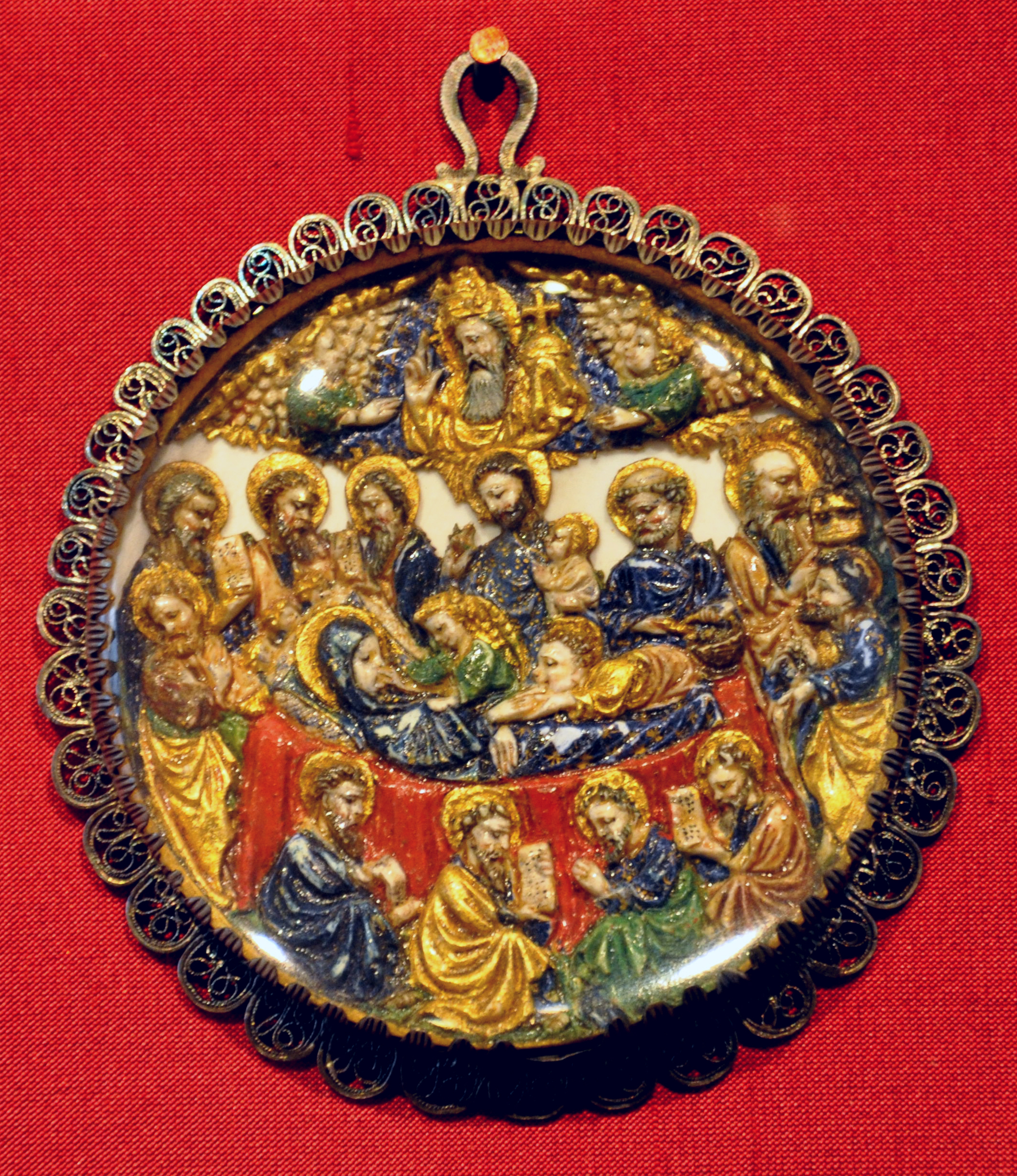
Medailon se Smrtí Panny Marie, fragment ze zničeného ostensoria, frankovlámská práce kolem 1400

Hallské svátosti (německy Hallesches Heilthum je označení významného, ale rozchváceného sakrálního pokladu kardinála Albrechta Braniborského z jeho rezidence Moritzburg v Halle (Saale).

## Dějiny a obsah

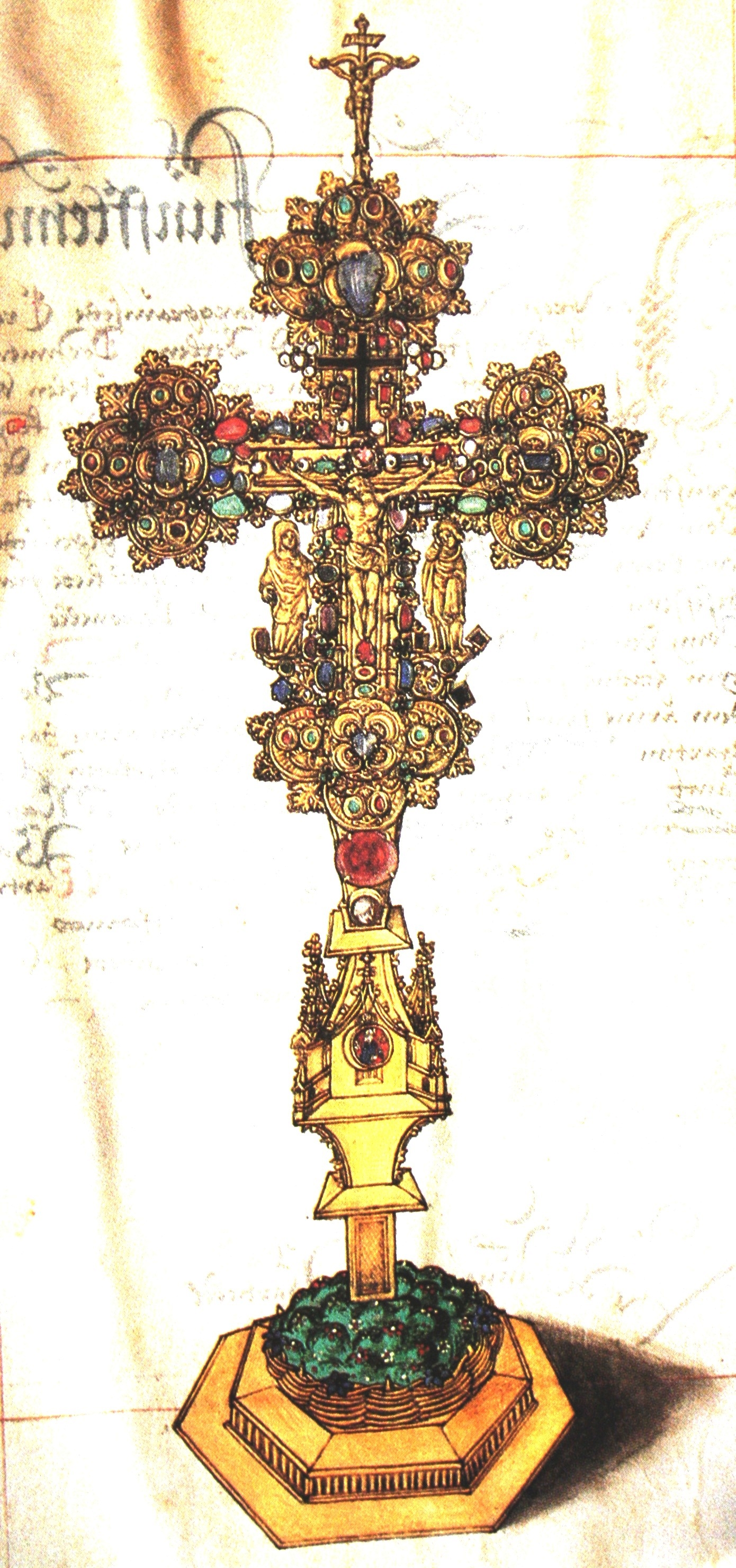
Gotický oltářní kříž

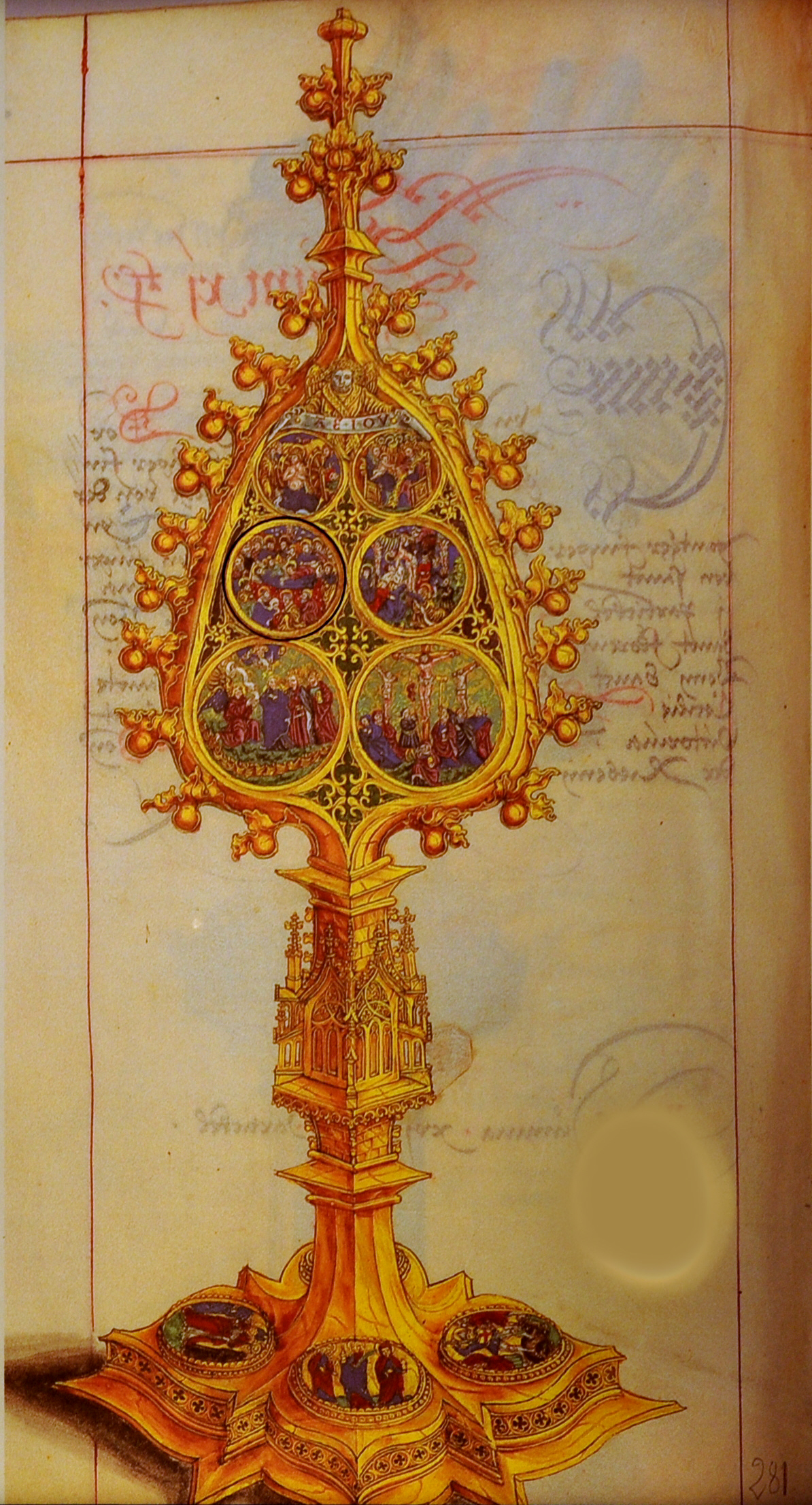
Ztracené ostensorium, z něhož pochází medailon se Smrtí P.Marie

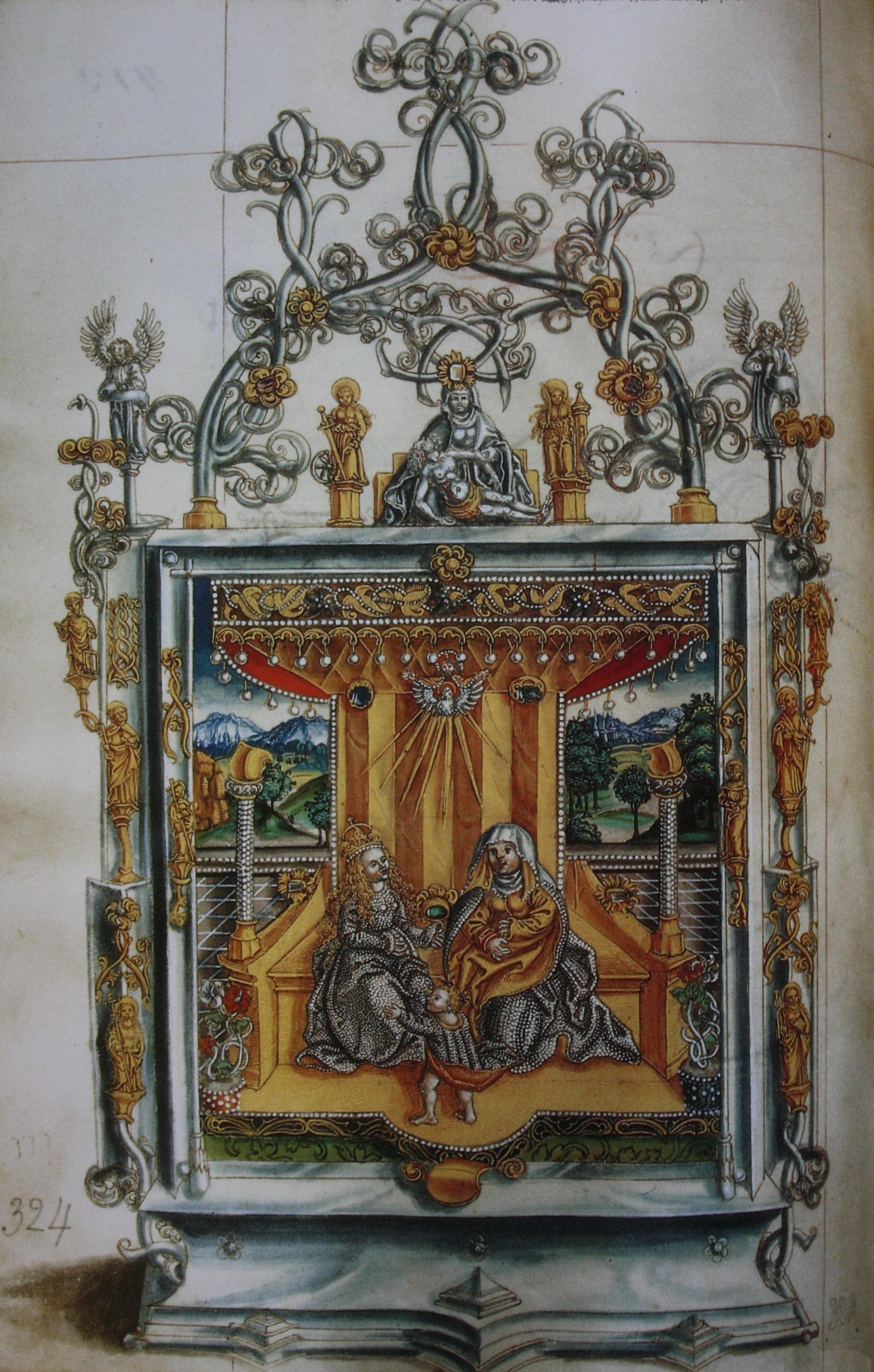
Přenosný oltářík z Hallských svátostí

Poklad začal shromažďovat v letech 1475-1513 Albrechtův předchůdce, arcibiskup Ernst von Sachsen jako sbírku relikvií, které podle prvního inventáře pocházely ze 42 těl světců a 8133 částeček relikvií a byly uloženy ve 353 zlatých či stříbrných relikviářích, zdobených emailem, drahokamy či perlami.
Albrecht relikvie prezentoval o slavnostech v Halle v dominikánském kostele, který následně proměnil v katedrálu, povýšil na biskupské sídlo a současně povýšil magdeburské biskupství na arcibiskupství. Hallské svátosti uchovával nejdříve ve své nové rezidenci Moritzburg v Halle. Roku 1520 pro ně zřídil klášter sv. Mořice, Marie Magdalény a Veroničiny roušky, kde v letech 1520 a 1521 zorganizoval velmi populární a hojně navštěvované slavnosti - svátky s veřejným ukazováním relikvií a prodejem odpustků. Z toho financoval další relikviáře a své stavby.
Martin Luther byl kardinálovým obchodováním s odpustky pobouřen a kardinálovy činy jej mimo jiné vedly k sepsání kritiky církve v 95 tezích reformace. Zadlužený Albrecht roku 1541 převážně protestantské město Halle opustil a vrátil se do Mohuče. Hallské svátosti s většinou ostatních uměleckých sbírek přestěhoval do Aschaffenburgu. Již roku 1526 k nim dal vyhotovit inventář všech předmětů Hallských svátostí s celostrannými kolorovanými ilustracemi na pergamenových listech, svázaných do tzv. „Aschaffenburského kodexu", který se dochoval v Aschaffenburské Dvorní knihovně. Větší část pokladu shořela roku 1552 při požáru kardinálova hradu v Aschaffenburgu, menší část byla rozprodána či převedena dómským kapitulám v Magdeburgu a v Halberstadtu. Existuje ještě jeden starší inventář, podle kterého se usuzuje, že poklad obsahoval i několik raně a vrcholně gotických relikviářů.

## Dochované předměty
Roku 1978 byla při bagrování dvora u paláce Kühler Brunnen v Halle nalezena jedna destička románského relikviáře z doby kolem roku 1170 a k ní shledána druhá destička ve sbírce Muzea umění v Clevelandu, následně obě připsány k inventáři Hallských svátostí.
Z celé sbírky románských, gotických a renesančních zlatnických prací se podle současného stavu poznání dochovalo jen 20 relikviářů, většinou v podobě fragmentů, dochovaných například v muzeích ve Stockholmu, Uppsale, New Yorku, Aschaffenburgu nebo ve Frankfurtu nad Mohanem. Poprvé byly shledány a společně s inventáři vystaveny a publikovány v Halle roku 2006.